# Campionati svedesi di sci alpino 1991
Ai Campionati svedesi di sci alpino 1991 furono assegnati i titoli di discesa libera, supergigante, slalom gigante e slalom speciale, sia maschili sia femminili.

## Risultati
| Specialità      | Uomini         | Donne           |
| --------------- | -------------- | --------------- |
| Discesa libera  | Patrik Järbyn  | Erika Hansson   |
| Supergigante    | Johan Wallner  | Ylva Nowén      |
| Slalom gigante  | Fredrik Nyberg | Pernilla Wiberg |
| Slalom speciale | Johan Wallner  | Pernilla Wiberg |